# Campagne du Suiyuan
Pour les articles homonymes, voir Suiyuan.
Campagnes de Mongolie-intérieure
Batailles
Invasion japonaise de la Mandchourie
- Mukden
- Jiangqiao
- Pont de la rivière Nen
- Jinzhou
- Harbin
- Pacification du Mandchoukouo
- Rehe
- Grande Muraille
- Mongolie-intérieure (Suiyuan)

La campagne du Suiyuan oppose en 1936 l'armée nationale révolutionnaire de la République de Chine à l'armée de Mongolie-intérieure et à la grande armée Han vertueuse soutenues par l'empire du Japon avant le déclenchement officiel de la seconde guerre sino-japonaise.

## Contexte
La trêve de Tanggu de 1933 établit un cessez-le-feu entre l'armée impériale japonaise et l'armée nationale révolutionnaire du Kuomintang et installe une zone démilitarisée allant de Tianjin à Pékin. En 1935, le Japon avait réussi à imposer à la Chine, lors de l'accord He-Umezu, l'évacuation militaire de la province du Hebei. Mais comme ni l'empire du Japon ni la République de Chine ne veulent briser ouvertement cette trêve, le centre du conflit se déplace vers l'ouest en Mongolie-Intérieure, où des armées alliées sont utilisées par les deux côtés dans les provinces du Cháhāěr et du Suiyuan.
Durant les campagnes de Mongolie-intérieure, le Cháhāěr proclame l'indépendance du gouvernement militaire mongol allié au Japon et dirigé par le prince Demchugdongrub qui désire régner sur toute la Mongolie intérieure et extérieure et sur quelques régions du nord de la Chine.

## Histoire
Le 14 novembre 1936, une coalition des 7e et 8e divisions de cavalerie de l'armée de Mongolie intérieure, de la grande armée Han vertueuse de Wang Ying, et de mercenaires mongols du Jehol, du Cháhāěr et d'autres provinces, soutenue par 30 conseillers japonais, attaque la garnison chinoise de Hongort (en).
Après plusieurs jours de combat, les assaillants échouent à capturer la ville. Le 17 novembre, une contre-attaque chinoise surprend les envahisseurs qui se replient de façon désordonnée. Tirant avantage du désordre mongol, le général Fu Zuoyi effectue un mouvement de flanc vers l'ouest pour attaquer et capturer le quartier-général mongol à Bailingmiao, chassant les forces mongoles qui eurent 300 tués, 600 blessés et 300 capturés. Wang et sa grande armée Han vertueuse s'approchent de la position pour lancer une contre-attaque qui échoue misérablement le 19 décembre, et la plupart de ses combattants sont faits prisonniers ou tués.
De petits affrontements persistent au Suiyuan jusqu'au déclenchement de la guerre sino-japonaise après l'incident du pont Marco Polo l'année suivante.

## Conséquences
La défaite des forces pro-japonaises encouragent beaucoup de Chinois à participer à la résistance contre les Japonais. L'incident de Xi'an qui se déroule immédiatement après la campagne a peut-être été provoquée par cette victoire.
De petits combats continuent d'avoir lieu au Suiyuan jusqu'à l'ouverture officielle des hostilités après l'incident du pont Marco Polo l'année suivante. Après sa défaite au Suiyuan, le prince Demchugdongrub est forcé de reconstituer son armée. Avec l'aide des Japonais, son armée compte en juillet 1937 20 000 hommes répartis en huit divisions de cavalerie. Ces forces participent à l'opération Cháhāěr (en) et à la bataille de Taiyuan durant lesquelles les forces japonaises et mongoles capturent finalement l'est de la province du Suiyuan.

### Cartes topographiques
- Wu Chuan nk49-8 Pai-ling-miao, Wu Chuan area of Suiyuan Province
- Chi-Ning nk49-9 T'ao-Lin(Hongge'ertu), Shengdu, Suiyuan - Chahar border